# 早い話が
「早い話が」（はやいはなしが、英語: To Cut a Long Story Short）は、スパンダー・バレエの1980年の楽曲。彼らにとって最初のシングルであり、全英シングルチャートで5位まで上昇した。アルバム『ジャニーズ・トゥ・グローリー (Journeys to Glory)』にも収録された。
日本語における曲名は、シングル盤では「早い話が・・・・・」と表記されていたが、「早い話が...」、「早い話が」とも表記されることがある。

## 評価
Allmusicはこのシングルについて、ミニマリズム的な「尖ったシンセポップ (spiky synth pop)」で、初期のオーケストラル・マヌーヴァーズ・イン・ザ・ダークの作品にも似た「汚れた、重すぎるシンセサイザー・サウンドとゲイリー・グリッターのようなバックビート (dirty, overdriven synth sound and a stomping Gary Glitter-like backbeat)」が前面に出されているとしている。スパンダー・バレエはその後1983年にスタイルを変え、滑らかなソウル・ポップに転じたため、今日ではほとんど忘れられているが、評者はこのシングルが「1980年代初期のUKシンセポップの失われたマイナー古典作品 (a minor lost classic of the early-'80s U.K. synth pop scene)」だと見なしている。

## インスピレーション、意味、サンプリング
この曲は退役兵、おそらくはベトナム戦争で、徴兵され、心的外傷後ストレス障害 (PTSD) に苦しむ人物のことを歌っている。歌詞は主人公の視点から、徴兵され、なぜ戦争にいかなければならないのか問いかけても答えがないことが語られる。「早い話が」は、ヴィンス・クラークがデペッシュ・モードの「Just Can't Get Enough」を書く際にインスピレーションを与えたため、この2曲の間にはキーボードのスタイルにも一定の類似性がある。
「早い話が」の特徴的なリフは、フリースタイラーズのアルバム『Adventures in Freestyle』に収められたトラック「In Love with You」で、ループされてずっと流れている。

## トラック・リスト
7インチ・シングル
1. "To Cut a Long Story Short" — 3:20
2. "To Cut a Long Story Short" (Instrumental) — 3:20

12インチ・シングル
1. "To Cut a Long Story Short" (Mix 1) — 6:30
2. "To Cut a Long Story Short" (Mix 2) — 3:56